# ذراحيات كاذبة
ذراحيات كاذبة (الاسم العلمي: Omethidae)، فصيلة حشرات من رتبة غمديات الأجنحة. تضم 30 نوعًا ضمن 8 أجناس، مقسمة إلى ثلاث فُصيلات.